# Фторид иридия(III)
Фторид иридия(III) — неорганическое соединение,
соль иридия и плавиковой кислоты с формулой IrF3,
чёрные кристаллы,
не растворяется в воде.

## Получение
- Восстановление металлическим иридием фторида иридия(VI):

{\displaystyle {\mathsf {IrF_{6}+Ir\ {\xrightarrow {T}}\ 2IrF_{3}}}}
- Разложение при нагревании фторида иридия(IV):

{\displaystyle {\mathsf {2IrF_{4}\ {\xrightarrow {430-450^{o}C}}\ 2IrF_{3}+F_{2}}}}

## Физические свойства
Фторид иридия(III) образует чёрные гексагональные кристаллы,
не растворяется в воде.